# Mady Mesplé
Mady Mesplé est une cantatrice (soprano) française née le 7 mars 1931 à Toulouse (Haute-Garonne) et morte le 30 mai 2020 dans la même ville.

## Biographie

### Jeunesse et études
Les parents de Magdeleine Henriette Andrée (dite Mady) Mesplé se sont rencontrés dans une chorale. Sa mère était secrétaire d'une maison de confection.
A l'âge de quatre ans, sa mère l'amène à une représentation du  Faust de Charles Gounod au Théâtre du Capitole qui la marque profondément. Cette dernière fait ensuite venir un professeur à domicile pour lui apprendre la musique.  À sept ans et demi, elle entre au conservatoire de Toulouse avec une dispense. Elle suit alors les cours de Mme Marchant pour le piano et Mme Cayla pour le solfège.
Elle entre plus tard dans la classe de Mme Blanc-Daurat, femme de l’aviateur Didier Daurat, comme elle le souhaitait. Pour le solfège, elle est l’élève de Mme Pauly. Elle entre en classe de composition.
Ayant obtenu un premier prix de piano, elle s’engage dans une carrière de pianiste accompagnatrice d’artistes de variétés. Elle est aussi pianiste dans un orchestre de dancing. À 18 ans, elle retourne au conservatoire de Toulouse, dans la classe de chant de Mme Izar-Lasson, femme du ténor Louis Izar, directeur du théâtre du Capitole de Toulouse. Elle étudie aussi le chant à Paris avec Janine Micheau.

### Débuts
Un premier prix de chant en poche, elle auditionne à Liège où elle débute en 1953, dans Lakmé de Léo Delibes. C'est à Liège qu'elle chantera pour la première fois la plupart des rôles de son répertoire, notamment Rosine dans Le Barbier de Séville et Gilda dans Rigoletto, tout en se produisant au théâtre de la Monnaie de Bruxelles. Elle chante aussi à Lyon Olympia dans Les Contes d'Hoffmann, puis  au Festival d'Aix-en-Provence en 1956 dans Zémire et Azor de Grétry.

### Opéra de Paris et carrière internationale
À partir de 1956, elle chante à l'Opéra de Paris. Elle interprète sœur Constance de Dialogues des carmélites de Francis Poulenc en 1958 et 1960. On la voit aussi dans Rigoletto et Les Indes galantes.
Elle remplace au pied levé Joan Sutherland dans Lucia di Lammermoor au festival international d'Édimbourg en 1962. Elle chante à l’Opéra-Comique dans Lakmé (1960), Le Barbier de Séville, Les Contes d'Hoffmann, participe à la création de Princesse Pauline de Henri Tomasi, du Dernier Sauvage de Gian Carlo Menotti (1963), et reprend Les Noces de Jeannette de Victor Massé (décors de Raymond Peynet).
En même temps, elle entame une carrière internationale, débutant à Miami dans Lakmé. Viennent ensuite Madrid, Lisbonne, Porto, Barcelone, Londres, Édimbourg, Amsterdam, Vienne, Munich, Montréal, Seattle, Chicago, Dallas, le Met de New York (en 1972), Buenos Aires, Rio de Janeiro, le Bolchoï de Moscou (1972), Novossibirsk, Odessa, Tallinn, Tokyo, Belgrade, Poznań, etc.
Elle s’illustre aussi bien dans les rôles du répertoire français (Lakmé, Philine, Olympia, Ophélie), qu’italien (Lucia, Gilda, Norina, Rosina, Amina) et allemand (la Reine de la Nuit de La Flûte enchantée, Zerbinetta d’Ariane à Naxos au festival d'Aix-en-Provence en 1966).
Mady Mesplé aborde la musique contemporaine avec la création du quatuor no 2 écrit pour elle par Betsy Jolas,; de même Charles Chaynes compose pour elle ses Quatre poèmes de Sappho. Elle interprète aussi les œuvres de Patrice Mestral, Yves Prin et on lui doit la création en langue française en 1965 de l’Élégie pour jeunes amants (Elegie für junge Liebende) de Hans Werner Henze. Pierre Boulez lui demande à plusieurs reprises de chanter L'Échelle de Jacob (Die Jacobsleiter) de Schönberg et L'Enfant et les Sortilèges de Ravel, notamment à Londres. Elle ouvre, par ailleurs, la série de récitals de mélodies à l'Opéra de Paris en 1971.
À l’Opéra de Paris, elle chante encore Olympia des Contes d'Hoffmann dans la mise en scène de Patrice Chéreau en 1975.
Mady Mesplé a chanté entre autres sous la direction de Georges Prêtre, Pierre Boulez, Berislav Klobučar, Bernard Haitink, Pierre Dervaux, Alain Lombard et a travaillé sous la direction scénique de Patrice Chéreau et Franco Zeffirelli.

### Enseignement
Dans les années 1980, Mady Mesplé commence une carrière pédagogique comme professeur à l'Académie de Nice, l'été. À peu près à la même époque, elle abandonne la scène (l'opéra) pour se consacrer aux récitals et aux concerts. Ce qui la mène à New York, Pékin, Shanghai, Toronto, Rome, etc..
En 1986, elle enregistre une cassette-vidéo au CNRS audiovisuel : Chants et paroles, avec Paul Texel.
Le 19 octobre 1987, elle chante à titre tout à fait exceptionnel lors de la soirée de gala qui a eu lieu à l'espace Cardin en l'honneur des quatre-vingts ans d'Alain Daniélou.
Elle a été professeur aux conservatoires nationaux de région de Lyon, Bordeaux et Saint-Maur-des-Fossés et a organisé de nombreuses master classes (notamment à l'abbaye de Sylvanès) et au CNIPAL. Elle a été durant plusieurs années professeur à l'École normale de musique de Paris.
Durant plusieurs années, elle dirige une master class à Navarrenx dans les Pyrénées-Atlantiques et est la Présidente d'honneur de l'Association des Pierres lyriques, dirigée par François Ithurbide, dont la vocation est de promouvoir l'art lyrique en Béarn.
Elle a également fait partie de nombreux jurys en France et  à l'étranger (Washington, Toronto, Genève, Italie, etc.).
Parallèlement, ses nombreux passages à la télévision pour défendre le chant lyrique (notamment sous l'égide de Jacques Martin, Pascal Sevran, etc.) assurent sa popularité auprès du grand public. Elle est une des cantatrices françaises qui ont le plus enregistré surtout chez EMI aussi bien l'opéra, l'opérette ou la mélodie que la musique sacrée ou la musique contemporaine.

### Retraite et décès
En 1996, on lui diagnostique la maladie de Parkinson. En 2010, elle devient la marraine de l'Association France Parkinson et publie son témoignage dans un livre intitulé La Voix du corps : Vivre avec la maladie de Parkinson.
En 2016, sous l’invitation de Marc Aversenq, elle a été la marraine de la 6e édition du concours international de belcanto Vincenzo Bellini fondé par Marco Guidarini et qui s'est déroulé à l'opéra municipal de Marseille.
Mady Mesplé meurt le 30 mai 2020 à Toulouse, à l’âge de 89 ans,. Elle est inhumée au cimetière de Terre-Cabade à Toulouse.

## Discographie
La discographie de Mady Mesplé est extrêmement abondante, regroupant autant des opéras que des opéras-comiques, opérettes et œuvres contemporaines. En voici un aperçu non exhaustif (par ordre alphabétique de compositeurs) : 
- Adam : Le Toréador (Gaîté Lyrique)
- Auber : Fra Diavolo (EMI), Manon Lescaut (EMI)
- Chaynes : Quatre poèmes de Sappho (EMI)
- Delibes : Lakmé (EMI)
- Donizetti : Lucia di Lammermoor (Adès, en français)
- Ganne : Les Saltimbanques (EMI)
- Grétry : Zémire et Azor (EMI), Richard Cœur de Lion (EMI), L'Amant jaloux (EMI),
- Hahn : Ciboulette (EMI), 28 Mélodies (EMI)
- Jolas : Quatuor II pour soprano, alto, violon et violoncelle (EMI)
- Lecocq : La Fille de madame Angot (EMI)
- Massenet : Werther (EMI)
- Messager : Véronique (EMI)
- Mozart : Le Directeur de théâtre (EMI)
- Offenbach : Pomme d'Api, M. Choufleuri restera chez lui, Mesdames de la Halle, Orphée aux Enfers, La Vie Parisienne (EMI), La Grande-Duchesse de Gerolstein (Sony Music), Les Contes d'Hoffmann (ADES)
- Paisiello : Messe du Sacre de Napoléon 1er, Te Deum (Philips)
- Planquette : Les Cloches de Corneville (EMI),
- Poulenc : La Dame de Monte-Carlo et 28 autres mélodies (EMI)
- Ravel : 5 Mélodies populaires grecques, Tripatos, Ballade de la reine morte d'aimer, Manteau de fleurs, Rêves (EMI)
- Rossini : Guillaume Tell (EMI), Le Barbier de Séville (EMI, en français)
- Satie : Dapheneo, La Diva de l'Empire, Socrate, Geneviève de Brabant (EMI)
- Schönberg : L'Échelle de Jacob (CBS)
- Strauss fils (arrangements de Korngold : Valses de Vienne (EMI)
- Varney : Les Mousquetaires au couvent (EMI)
- Verdi : Rigoletto (Adès, en français)
- Villa-Lobos : Bachiana Brasileira n°5 (EMI)
- Vivaldi : Lauda Jerusalem  (Erato)

En 2011, EMI Classics sort un coffret en édition spéciale pour son 80e anniversaire.

## Distinctions

### Décorations
- 2000 :  Officier de la Légion d'honneur
- 2009 :  Grand officier de l'ordre national du Mérite[15]
- 2011 :  Commandeur de la Légion d'honneur[16],[17]
- 2014 :  Grand officier de la Légion d'honneur[18],[19]
- 2019 :  Grand-croix de l'ordre national du Mérite[20]

### Prix et récompenses
- 2006 Marc Aversenq organisa avec le concours du CNIPAL et l’opéra municipal de Marseille, une soirée de gala où elle reçut la  médaille de la Ville de Marseille le 22 juin par le maire Jean-Claude Gaudin
- 2011 : grand prix de l'académie Charles-Cros « pour l’ensemble de sa carrière »[21]

### Honneurs et hommages
- 2019 : lors des 130 ans de la tour Eiffel organisés par le ministère de la Culture le célèbre « air des clochettes » de Lakmé interprété par Mady Mesplé est diffusé durant le feu d'artifice. Celle-ci demeure une référence sur le plan international pour ce rôle.
- L'astéroïde 33344 a été baptisé Madymesplé. Il est précédé par l'astéroïde 33343 Madorobin, et suivi par 33345 Nataliedessay et 33346 Sabinedevieilhe, quatre des sopranos françaises les plus réputées ayant interprété le rôle de Lakmé à l'Opéra-Comique[22],[23].

## Publication
- La voix du corps : vivre avec la maladie de Parkinson, avec Françoise Cariès, éditions Michel Lafon, 2010  (ISBN 978-2749912776).

#### Podcast
- « Mémoire retrouvée » de Mady Mesplé. Antoine Livio, France Musique, 1995, 2 x 59 min